# Campi Flegrei

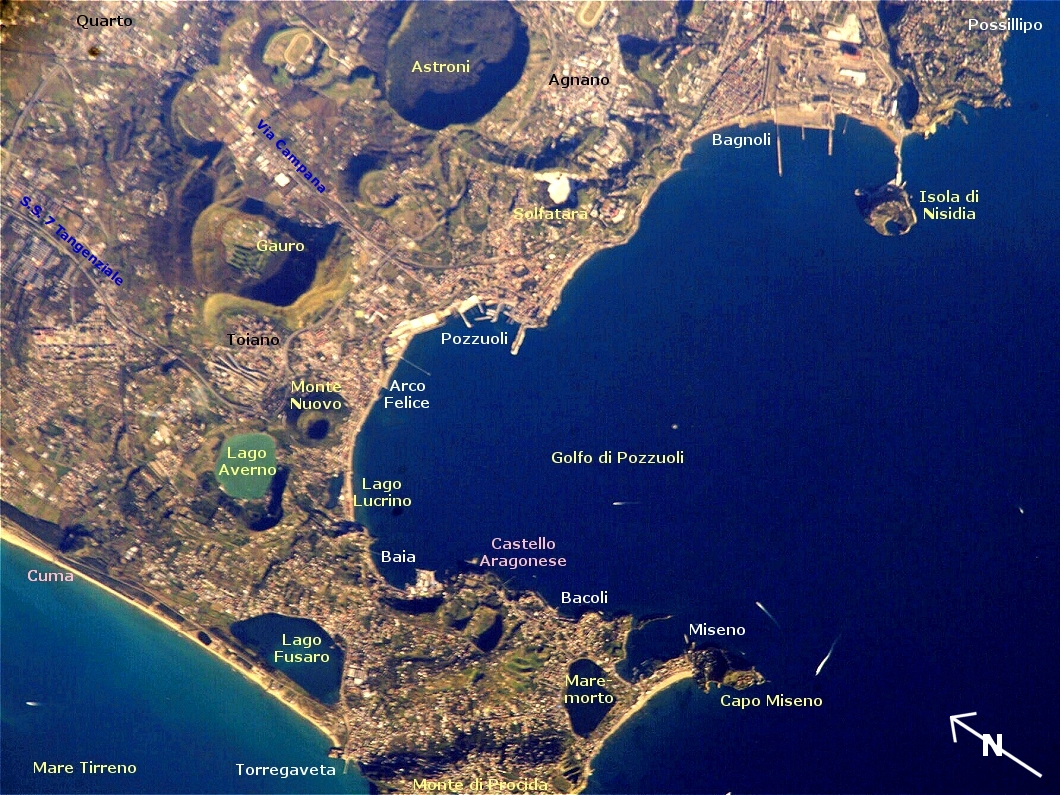
O parte din "Campi Flegrei"

Campi Flegrei (Câmpiile Flegree) este o zonă la aproximativ 20 km vest de Vezuviu cu o activitate vulcanică ridicată, în regiunea italiană Campania. În adâncime adăpostește un vulcan activ, care amenință permanent Europa. Ultima sa erupție a avut loc în anul 1538. Resturi de tuf vulcanic ale unei și mai vechi erupții s-au găsit și la Urluia, Constanța în Romȃnia.

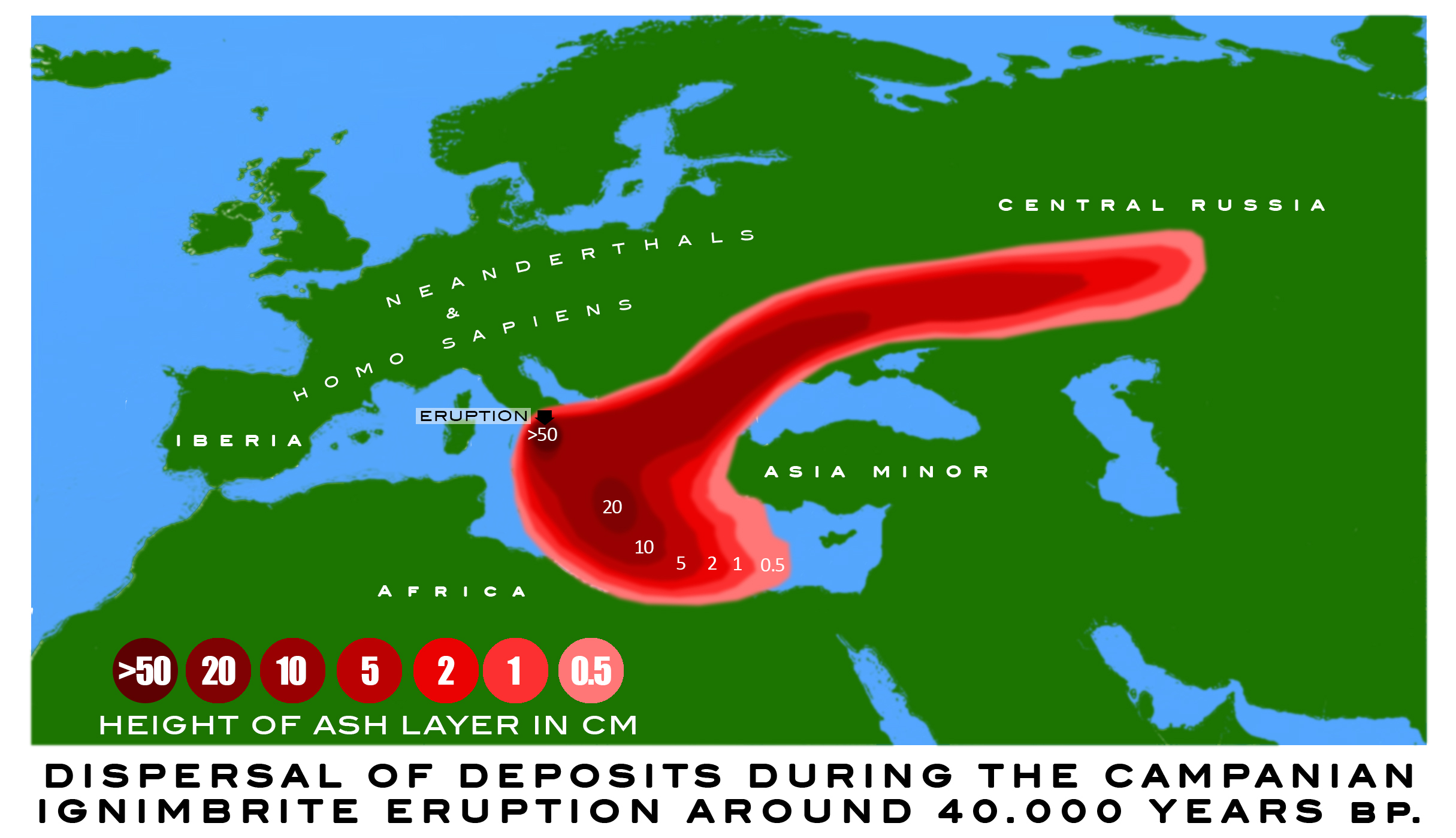
Zona din Europa afectată de erupția supervulcanului “Campi Flegrei” acum 40.000 ani

Câmpiile Flegree se întind pe o suprafață de peste 150 km². Ele încep direct la periferia vestică a orașului Napoli și continuă de-a lungul coastei Mării Mediterane (Golful Napoli). Se extind sub mare, incluzând și zona insulelor Ischia, Procida și Nisida. Caldeira vulcanului se află două treimi sub apă și reprezintă unul dintre cei 20 de supervulcani de pe pământ. 
Existența camerei magmatice din subteran se manifestă la suprafața terenului prin numeroase fenomene tipice. Solul poate deveni pe alocuri foarte fierbinte. Pe lângă solfatare și mofete, există nenumărate izvoare termale și fumarole. În multe locuri, roca este colorată în galben din cauza emanațiilor de sulf. Există peste 50 de emanații de suprafață în zonă (de exemplu craterul Solfatara). 
Camera magmatică se umflă (și terenul de deasupra se ridică în acest timp) și se dezumflă periodic - un fenomen geologic denumit „bradiseism“.
Cel mai important loc turistic din regiune este orașul Pozzuoli.